# Hierodula grandis
Hierodula grandis es una especie de mantis de la familia Mantidae.

## Distribución geográfica
Se encuentra en Bangladés, la India y Birmania.